# 美國法典第14編
美国法典第14编（英語：Title 14 of the United States Code）美国法典第 14 条是美国法典中有关美国海岸警卫队的实证法律标题。
- 副标题 I—机构、权力、职责和管理
- 副标题 II—人员
- 副标题 III—海岸警卫队预备队和辅助部队
- 副标题 IV—海岸警卫队的授权和向国会提交的报告

## 历史
自1926年作为美国法典第一版的一部分诞生以来，第14编就包含有关美国海岸警卫队的法律，并被称为“海岸警卫队”。1949年8月4日，该标题被颁布为实证法标题。在第115届国会上，H.R. 1726被提出来重新编纂第14编。委员会于2017年5月提交了一份报告，公布了这项法案。这项法案没有在国会获得通过，但被纳入S. 140 第I章，并于2018年12月成为法律。在法律修订顾问办公室发布的第14编版本中，标题开头有两个表格，第一个表格显示了2018年重新编纂对各章节的重新指定，第二个表格显示了非实证法章节对1949年实证法标题的处置。

## 副标题 I — 设立、权力、职责和管理
副标题 I （页面存档备份，存于）
- 第1章 （页面存档备份，存于） — 设立与职责
- 第3章 （页面存档备份，存于） — 组成与组织
- 第5章 （页面存档备份，存于） — 职能与权力
- 第7章 （页面存档备份，存于） — 合作
- 第9章 — 管理
- 第11章 （页面存档备份，存于） — 收购

## 副标题 II — 人员
副标题 II （页面存档备份，存于）
- 第19章 （页面存档备份，存于） — 海岸警卫队学院
- 第21章 （页面存档备份，存于） — 人员；军官
- 第23章 （页面存档备份，存于） — 人员；士兵
- 第25章 （页面存档备份，存于） — 人员；一般规定
- 第27章 （页面存档备份，存于） — 工资、津贴、奖励和其他权利和福利
- 第29章 （页面存档备份，存于） — 海岸警卫队家庭支持、儿童保育和住房

## 副标题 III — 海岸警卫队预备队和辅助部队
副标题 III （页面存档备份，存于）
- 第37章 （页面存档备份，存于） — 海岸警卫队预备队
- 第39章 （页面存档备份，存于） — 海岸警卫队辅助部队
- 第41章 （页面存档备份，存于） — 海岸警卫队预备队和辅助部队的一般规定

## 副标题 IV — 海岸警卫队的授权和向国会的报告
副标题 IV （页面存档备份，存于）
- 第49章 （页面存档备份，存于） — 授权
- 第51章 （页面存档备份，存于） — 报告